# 今野大輝
今野 大輝（こんの たいき、1999年11月24日　- ）は、日本のアイドル、歌手、俳優。ジュニア内男性アイドルグループ・B&ZAIのメンバー。愛称は、こんP、こんぴー。
神奈川県出身。STARTO ENTERTAINMENT所属。

## 来歴
3歳の頃から木村拓哉に憧れ、中学生の頃にジャニーズ事務所に応募する。オーディションを経て、2012年6月3日に入所。
2016年4月の舞台『ジャニーズ銀座2016』にはClassmate Jのメンバーとして出演する。
2018年2月に結成された7 MEN 侍のメンバーに選ばれる。 
2025年2月16日に7 MEN 侍が事実上の解散。ジュニア内新グループ・B&ZAIの結成が発表され、メンバーに選ばれる。

## 出演
個人での出演のみ記載。グループとしての出演はClassmate J#出演、7 MEN 侍#出演を参照。

### テレビ番組
- Rの法則（NHK Eテレ） [10]
- 痛快TV スカッとジャパン 第233回 《あっという間スカッと》「ガラの悪い高校生たちがまさかの神対応」（2021年3月1日、フジテレビ）[11]

### テレビドラマ
- 初恋、ざらり 最終話（2023年9月23日、テレビ東京） - 男性店員 役[12]

### 舞台
- 幸福王子（2020年10月24日 - 31日、シアター1010 / 11月4日 - 8日、京都劇場） - ツバメ 役[13][14]
- Rock Reading『ロビン』〜「ロビン・フッドの愉快な冒険」より〜（2021年10月21日 - 31日、ヒューリックホール東京 / 11月5日 - 7日、COOL JAPAN PARK OSAKA WWホール） - リトル・ジョン役[15][16]
- ミュージカル「手紙」2022（2022年3月12日 - 27日、東京建物 Brillia HALL） - アツシ 役[17][18]
- 明るい夜に出かけて（2023年3月12日 - 25日、下北沢 本多劇場 / 4月1日 - 2日、サンケイホールブリーゼ / 4月9日、高崎芸術劇場 スタジオシアター） - 主演・富山一志 役[19]
- もしも塾 福岡公演（2023年4月19日、キャナルシティ劇場）[20]
- 韓国ミュージカル『OZ』（2024年11月14日 - 20日、I'M A SHOW） - 主演・【ジュン】 役[21][22]

### イベント
- 駆アガル！〜あべこべ男子に憧れて〜（2025年3月22日・23日、ぴあアリーナMM）[23]

### ラジオ
- 今野大輝のオールナイトニッポン0（ZERO）〜舞台「明るい夜に出かけて」スペシャル〜（2023年1月21日、ニッポン放送） - パーソナリティ[24]